# Rhopalophthalmus egregius
Rhopalophthalmus egregius är en kräftdjursart som beskrevs av Hansen 1910. Rhopalophthalmus egregius ingår i släktet Rhopalophthalmus och familjen Mysidae. Inga underarter finns listade i Catalogue of Life.